# Havárie vrtulníku v Dolině Olczyské
Letecká katastrofa v Dolině Olczyské se odehrála v polských Vysokých Tatrách 11. srpna 1994. Vrtulník polské výroby PZL W-3 Sokół, SP-SXT, polské horské záchranářské organizace TOPR se zřítil během záchranné akce.

## Průběh tragédie
Vrtulník vzlétl ze Zakopaného několik minut před 13:00 hod. směrem na Halu Gąsienicowu, kde o pomoc požádaly dvě švédské turistky. Ve vrtulníku byl pilot záchranář Bogusław Arendarczyk, pilot Janusz Rybicki, tehdejší šéf TOPR Robert Janik, záchranáři Janusz Kubica, Roman Kubin, Stanisław Matěje Torbiarz, Rafał Mikiewicz a Mieczysław Ziach.
Po příletu k zraněným turistkám, kdy se vrtulník vznášel přibližně 1 m nad zemí, Mieczysław Ziach zaslechl zvuk jakoby někdo vystřelil ze vzduchovky. Janusz Kubica, který předtím vyskočil z vrtulníku a byl nedaleko, spadl na zem. Na hlavě měl velkou krvácející ránu. Posádka se rozhodla okamžitě převézt Janusze Kubicu do nemocnice v Zakopaném.
Z Haly Gąsienicowej odletěli už jen čtyři. V krátkém čase stroj dosáhl rychlosti 248 km/hod. Po přeletu nad Wielkou Kopou Królowou pilot pomalu klesal do Doliny Olczyské. Tehdy se začal odvíjet tragický příběh. Pravidelný zvuk motoru se změnil na hlasité klepání pomalu pracujícího rotoru. Hlavní rotorové listy přestaly pohánět vrtulník, který se naklonil a začal rotovat. Odtrhla se zadní část s ocasní vrtulí a vrtulník se zřítil do terénu v okolí Wielkieho Kopieńca. Piloti a záchranáři Bogusław Arendarczyk, Janusz Rybicki Stanisław, Matěje Torbiarz a Janusz Kubica zahynuli během 18 sekund.

## Pohřeb
Stanisława Matěje Torbiarza a Janusze Kubicu pochovali 14. srpna 1994 na Cintoríne Zasłużonych na Pęksowom Brzyzku v Zakopaném. Bogusław Arendarczyk byl pohřben na hřbitově Rakowicki v Krakově a Janusz Rybicki na hřbitově v Skarżysko-Kamienné.
Na symbolickém hřbitově u Popradského plesa byly na jejich památku umístěny pamětní tabule.

## Závěry vyšetřování
Nehoda byla dobře zdokumentována. Zachovaly se záznamy rozhovorů na magnetofonových páskách, dokonce někdo natočil havárii. Komise měla snadnější práci, ačkoli rychle oznámila, že záležitost je složitá, neboť tzv. černá skříňka byla poškozena ještě před katastrofou. Černá skříňka má dva záznamníky. Jeden zaznamenává činnost přístrojů a druhý zapisuje všechny rozhovory uvnitř vrtulníku. Obě zařízení byla přezkoumána ve Świdniku. Na záznamníku hovorů byly nalezeny pouze záznamy rozhovorů mezi dvěma piloty z kontrolního letu po předchozí opravě vrtulníku. Na druhém, který zaznamenával chod přístrojů, byl záznam neporušený. Na tomto základě komise usoudila, že vrtulník prováděl let typickým způsobem až do okamžiku tragédie. Z Haly Gąsienicowej piloti odletěli vysokou rychlostí, v krátkém čase dosáhli rychlost 248 km/hod.
Podle závěrů vyšetřovací komise příčinou havárie byla delaminace hlavního rotorového listu na jeho odtokové hraně po jeho úderu do Kubiceho hlavy, který neopatrně vyskočil z vrtulníku a tím případ uzavřela. Kritici však namítali, že je nepravděpodobné, že by se zkušený záchranář pohyboval blízko rotující vrtule. Pravděpodobněji ho zasáhl úlomek laminátu z již dříve poškozené vrtule. A pak všechno šlo velmi rychle. Podle této hypotézy rozvrstvení listů vrtule začalo dlouho před nehodou a jeho obětí byl Janusz Kubica.
Závěry vyšetřovací komise kritizovali i jiní nejmenovaní experti, kteří vyslovili názor, že tato verze chránila výrobce vrtulníků Świdnik nejen před kritikou, ale - což je důležitější - před přijetím jakékoli odpovědnosti. V tom případě by bylo například třeba zaplatit odškodnění rodinám obětí tragédie. Skutečnost, že v samotné vyšetřovací komisi nebyla jednomyslnost, svědčí o prohlášení jednoho z jejích členů Jerzyho Śledzionyho. V září 1994 řekl novináři týdeníku Tygodnik Podhalański: "Nikdo z nás nebyl informován o příčině nehody. Myslím si, že příčiny havárie by měli hledat ve Świdniku".